# Leandro Bello
Leandro Bello de Sá Rosas Costa (Timon, 29 de abril de 1987), é um empresário e político brasileiro, filiada ao Podemos (PODE). É deputado estadual do Maranhão.